# Mirai Sentai Timeranger
Mirai Sentai Timeranger (jap. 未来戦隊タイムレンジャー Mirai Sentai Taimurenjā; Żołnierze Przyszłości Timeranger) – japoński serial science-fiction z gatunku tokusatsu z roku 2000. Jest dwudziestym czwartym serialem z sagi Super Sentai stworzonym przez Toei Company. Emitowano go od 13 lutego 2000 do 11 lutego 2001. Wyemitowano 51 odcinków, w tym jeden specjalny. Pierwszy Sentai trzeciego tysiąclecia, ostatni z XX wieku. Jego amerykańska wersja to Power Rangers Time Force.
Każdy odcinek zaczyna się od słów: „Ludzie z 3000 roku spotkali jednego człowieka by stworzyć nową przyszłość” (西暦3000年の未来人たちと一人の男が出会った。新しい時を刻む為に‥！ Seireki sanzennen no miraijin-tachi to hitori no otoko ga deatta. Atarashii toki o kizamu tame ni).

## Fabuła
W roku 3000 są już możliwe podróże w czasie. Jednak z powodu przestępstw na tym tle, podróże te zostały zakazane. Powołany został Departament Ochrony Czasu. Czwórka kadetów – Yūri, Ayase, Domon i Sion – zostaje oszukana przez mafioza o imieniu Dolnero, nieświadomie pozwalając mu dostać się do roku 2000, by popełniać przestępstwa. Na statku czwórka znajduje teczkę z kombinezonami Timerangersów, ale by je aktywować jest potrzebne 5 osób. Kadeci spotykają tubylca Tatsuyę Asamiego, którego wybierają do aktywacji wszystkich pięciu systemów. Po pierwszej walce z żołnierzami Dolnera, Tatsui zostaje odebrany kombinezon, jednak gdy przekonał czwórkę, że każdy decyduje o swojej przyszłości, jego system zostaje mu zwrócony. Ludzie z przyszłości dowiadują się, że mogą wrócić do swoich czasów tylko wtedy, jeśli aresztują wszystkich przestępców. Piątka wypożycza mieszkanie i zakłada firmę pracy dorywczej Tomorrow Research. Niedługo potem grupa odkrywa, że w roku 2000 znajduje się szósty kombinezon. Do niego dostaje się znajomy Tatsui – Naoto Takizawa, który pracuje w firmie ochroniarskiej należącej do korporacji ojca Tatsuyi. Staje się on szóstym wojownikiem, lecz nie jest członkiem drużyny.

## Timerangersi
Kilkanaście lat po pokonaniu wszystkich przestępców, Timerangersi walczą w Wojnie Legend w serialu Kaizoku Sentai Gokaiger. Dziwnym trafem walczą w szóstkę. Ponieważ Naoto Takizawa/Time Ognisty umiera w serialu, można wysnuć teorię, że został wskrzeszony (podobnie jak Burai/Smoczy Ranger z Zyuranger). Jedynie Domon pojawia się wtedy też w ludzkiej postaci.
- Tatsuya Asami (jap. 浅見 竜也 Asami Tatsuya) / Time Czerwony (jap. タイムレッド Taimu Reddo; Time Red) – 22-letni karateka pochodzący z roku 2000. Z wyglądu do bólu przypomina kapitana Ryūyę Asamiego, którego jest przodkiem, jednak obydwaj kompletnie różnią się charakterami. Był pierwszą osobą, jaką spotkała czwórka w roku 2000. Został przez nich użyty to aktywacji kombinezonów. Po pierwszej walce Yūri odbiera mu Chrono Changer, jednak gdy Tatsuya przekonuje pozostałych, że przyszłość się nie zmieni i że sami o niej decydują, urządzenie zostaje mu zwrócone. Tatsuya chce wyrwać się spod kontroli swojego ojca Wataru, który jest szefem Korporacji Asami, jednej z czołowych firm japońskich i ma zamiar uczynić Tatsuyę swym następcą. Jakiś czas przed akcją ojciec i syn zawarli umowę, że jeśli Tatsuya wygra zawody karate, Wataru zostawi go w spokoju. Niestety, chłopak został pokonany przez Naoto Takizawę. Tatsuya wynajął mieszkanie i rezyduje razem czwórką ludzi z roku 3000 i zakłada z nimi wielobranżowe przedsiębiorstwo nazwane „Tomorrow Research”, w którym uczy karate. Skrywa uczucia do Yūri, ale wyjawia je dopiero w 50 odcinku. Po walce, w 2001 roku Tatsuya decyduje żyć w spokoju, dopóki nie poczuje się zdolny do rządzenia korporacją.
- Yūri (jap. ユウリ) / Time Różowa (jap. タイムピンク Taimu Pinku; Time Pink) – 21-letnia policjantka z roku 3000. Liderka grupy, wykryła próbę ucieczki kryminalistów do roku 2000, jednak próba ich aresztowania zakończyła się fiaskiem. Nienawidzi Dolnero, ponieważ kazał zabić jej rodzinę. W 2000 roku pracuje jako detektyw. Kiepsko gotuje. Mimo iż chłodno traktuje Tatsuyę, tak naprawdę jest w nim zakochana, wyjawia mu swoje uczucia dopiero w ostatnim odcinku, jednak z powodu odległości w czasie nie mogą być razem. Po zmianie przyszłości w 3000 roku jej rodzina nadal żyje.
- Ayase (jap. アヤセ) / Time Niebieski (jap. タイムブルー Taimu Burū; Time Blue) – 22-letni policjant z roku 3000 obdarzony kiepskim poczuciem humoru i cynicznym charakterem. Cierpi na nieuleczalną chorobę zwaną Zespołem Ozyrysa, która spowodowała, że Ayase ma jeszcze tylko rok życia. O tym na początku wiedział tylko Tatsuya, z którym stali się przyjaciółmi. Z powodu owej choroby chłopak stracił sens życia i był gotów poświęcić się za inną osobę, ponieważ nie wiedział, kiedy przyjdzie jego czas. Wtedy też zdecydował się dołączyć do policji. Ayase często przedrzeźnia Domona dając mu porady i wytykając jego błędy. Zanim dopadła go choroba, był kierowcą rajdowym, jednak w 2000 roku, by jeździć samochodem, musiał wyrobić sobie prawo jazdy. Gdy powrócił do 3000 roku, niechcący zabił Ryūyę Asamiego podczas szamotaniny. Ponadto poprzez modyfikację czasu okazało się, że w 3000 roku odkryto lek na jego chorobę.
- Domon (jap. ドモン) / Time Żółty (jap. タイムイエロー Taimu Ierō; Time Yellow) – 22-letni policjant-kobieciarz z roku 3000. Najwyższy i najsilniejszy fizycznie z piątki Timerangersów. Był wcześniej zawodowym zapaśnikiem, jednak karierę zakończyła dyskwalifikacja z powodu ciągłego spóźniania się na pojedynki. Przyczyną tego było najczęściej uganianie się Domona za dziewczynami i chodzenie z nimi na randki. Ma ogromne poczucie zasad. Bliski przyjaciel Siona, nie toleruje nazywania go „kosmitą”. Pracuje jako instruktor samoobrony, ale nie ma żadnych uczniów. Bardzo tęskni za rokiem 3000, wini Ryūyę za wysłanie do przeszłości. Zakochał się w reporterce Honami Moriyamie. Dwójka zaczęła chodzić ze sobą, lecz dopiero pod koniec serialu Domon wyznaje jej, że pochodzi z przyszłości. Efektem ich związku jest poczęcie ich syna. Po powrocie do 3000 roku jego dyskwalifikacja skróciła się do jednego roku. Domon pojawia się w Gokaiger, gdzie wysyła z przyszłości wiadomość do Gokaigersów, która pomoże im uzyskać jedną z 34 sekretnych mocy. Okazuje się wtedy, że Honami ma syna o imieniu Mirai. Gokaigersi zrobili sobie wspólnie z nimi zdjęcie, które pozostawili przypadkiem w Goujuu Wiertle. Domon znajduje fotografię i płacze ze szczęścia widząc ukochaną z ich synem. Domon jest pierwszym wojownikiem w Sentai, który został ojcem.
- Sion (jap. シオン Shion) / Time Zielony (jap. タイムグリーン Taimu Gurīn; Time Green) – 17-letni nowicjusz w policji pochodzący z roku 3000. Jest ekspertem technologicznym, pracuje jako informatyk. Urodził się na planecie Hummard, która została zniszczona poprzez wojny i został wysłany i wychowany na Ziemi. Tam był trzymany w laboratorium, z którego później uciekł. Sion śpi raz w roku, jednak jego sen trwa tydzień. Ponadto często zmienia kolor włosów (jest to jego przyzwyczajenie po ucieczce, a nie cecha biologiczna). Po powrocie do 3000 roku jego przyszłość nie uległa zmianie, ponieważ planeta Hummard przed zniszczeniem nie miała kontaktów z Ziemią. Jest pierwszym wojownikiem w Sentai nieurodzonym na Ziemi, a także, biorąc pod uwagę jego datę urodzenia, najmłodszym wojownikiem w Sentai.
- Naoto Takizawa (jap. 滝沢 直人 Takizawa Naoto) / Time Ognisty (jap. タイムファイヤー Taimu Faiyā; Time Fire) – 24-letni członek City Guardians, organizacji ochroniarskiej stworzonej przez Wataru Asamiego w celu ochrony Tokio przed Londarzami. Jest rywalem Tatsui, chodzili do jednej szkoły, obaj trenowali karate. Naoto w przeciwieństwie do Tatsui pochodzi z biednej rodziny, przez to żywi urazę do chłopaka. Mimo to pokonał go w zawodach karate i zajął pierwsze miejsce. Gdy Timerangersi dowiadują się o V-Rexie i szóstym Chrono Kombinezonie, Londarz rani dowódcę City Guardians. Naoto, chcąc awansować, postanawia znaleźć V-Commandera. Gdy go znajduje, Takku i Tatsuya próbują go powstrzymać, jednak on nie daje za wygraną i staje się Time Ognistym – drugim czerwonym wojownikiem. Po kilku próbach Naoto przejmuje kontrolę nad mechanicznym tyranozaurem- V-Rexem. Korporacja Asami próbowała zanalizować Time Ognistego i wprowadzić do masowej produkcji, jednak technologia z 3000 roku okazała się zbyt zaawansowana. Niedługo później Naoto odkrywa, że Yūri, Ayase, Domon i Sion pochodzą z 3000 roku. Mając tę wiedzę, Wataru Asami mianuje go nowym szefem City Guardians. Miał dwa ptaszki, które oddał pewnej dziewczynce. Pod koniec serii zostaje ranny w klatkę piersiową. Dowiaduje się też, że naukowcy Asamiego znaleźli sposób na usunięcie blokady głosowej V-Commandera, przez co niebędący już potrzebnym Naoto zostaje zwolniony z funkcji dowódcy. Mimo to dążył do zachowania urządzenia dla siebie i pokonuje trójkę City Guardiansów, którzy mieli za zadanie odebrać mu V-Commandera. W 48 odcinku kapitan Ryūya modyfikuje przeszłość tak, by Naoto zginął, ponieważ Ryūya chciał przejąć kontrolę nad Time Ognistym i V-Rexem. Gdy ranny Naoto próbuje złapać jednego z ptaszków, sterowany przez Ryūyę Zenitt zabija go, oddając serię strzałów w jego plecy. Konający Takizawa zostaje znaleziony przez Tatsuyę, oddaje mu V-Commandera i V-Rexa, a chwilę później umiera jego na rękach. Time Ognisty jest pierwszym dodatkowym czerwonym, od Time Czerwonego odróżnia go tylko kształt symbolu (jest to przerobiony symbol Czerwonego mający zęby), drugi kolor stroju (w przypadku Czerwonego jest to biały, Ognisty ma czarny) oraz pistolet na prawym udzie. Duch Takizawy pojawia się także we śnie Gaia Ibukiego w Gokaiger, kiedy to przekazuje mu sekret kluczy Timerangersów.

### Pomocnicy
- Takku (jap. タック) – mechaniczna sowa płci męskiej, która wie wszystko o przestępcach należących do Londarz. Takku znalazł się na statku Yglieg, który przeniósł czwórkę kadetów do roku 2000. Został wtedy postrzelony przez Lilę podszywającą się pod Kapitana Ryūyę, jednak Sion szybko go naprawił. Ma on zdolność do wzywania Uzbrojenia Posiłkowego, czyli Time Robota i Time Shadowa. Po powrocie do 3000 roku nie jest powiedziane, czy jego przeszłość się zmieniła.
- Kapitan Ryūya Asami (jap. 浅見 リュウヤ 隊長 Asami Ryūya Taichō) – dowódca Departamentu Ochrony Czasu, prawdziwy główny antagonista serialu. Potomek Tatsui Asamiego, wygląda niemal identycznie jak on. Ich imiona też są podobne (znak na „Smoka” można przeczytać jako tatsu albo ryū). Ryūya jest bardzo samolubny, jednak zgodził się wysłać Time Jety do przeszłości, by aresztować Londarz. Przybył do roku 2000, by odebrać Tatsui Chrono Changera, jednak po krótkim czasie niechętnie zwrócił go przodkowi. Stał za wysłaniem czwórki kadetów do roku 2000 razem z więzieniem Londarz. Jest to dosyć enigmatyczna postać. W 2994 roku, gdy G-Zord wymyka się spod kontroli, Asami zostaje Time Ognistym i razem z nim zostaje wchłonięty w wir czasoprzestrzenny, w którym dowiaduje się, że istnieją 2 wersje jego przyszłości. Pierwsza z nich wyglądała następująco: G-Zord przenosi się do XXI wieku i niszczy 1/3 Ziemi. Druga mówi, że Gien zostaje zniszczony przez G-Zorda, co doprowadza do zaniku XXXI wieku. W obydwu wersjach Asami umiera. Postanowił kupić sobie trochę czasu, sfingował zaginięcie V-Rexa i wysłał szósty kombinezon do roku 2000, by ktoś umarł za niego. Tym kimś staje się Naoto Takizawa. W ostatnim odcinku wdaje się w bójkę z Ayase, który przypadkowo go zabija.
- Wataru Asami (jap. 浅見 渡 Asami Wataru) – ojciec Tatsui, właściciel Korporacji Asami i City Guardians. Chce, by Tatsuya pracował dla jego firmy, jednak chłopak nie chce tego robić, więc ucieka od ojca i zaczyna żyć na swój sposób. Pod koniec serii Asami zostaje ranny podczas ataku Giena, lecz szybko wyzdrowiał (pomimo tego, że zgodnie z biegiem historii umarł). Matka Tatsui wyjawia mu, że Wataru w młodości również zbuntował się przeciw swojemu ojcu odnośnie swojej przyszłości, jednak wrócił i założył korporację. Po pokonaniu Giena Tatsuya godzi się z ojcem, jednak prezes pozwala swojemu synowi na niezależne życie dopóki nie poczuje się on zdolnym do prowadzenia firmy.
- Honami Moriyama (jap. 森山 ホナミ Moriyama Honami) – młoda fotoreporterka, która jako jedyna była odważna robić zdjęcia Londarsów. Gdy pierwszy raz spotkała się z drużyną, została wyzwana przez Yūri za swoją głupotę, jednak Domon próbował ją rozweselić. Później zrobiła zdjęcie nieprzemienionym Timerangersom, z początku myślała, że to Ayase jest Time Żółtym. Była zakochana w Domonie, który nie wiedząc o jej uczuciach próbuje namówić Ayase by z nią chodził. Prawdziwą tożsamość Time Żółtego dziewczyna odkrywa w momencie uratowania jej przez Domona w walącym się budynku. Pod koniec serii Domon zostaje jej chłopakiem, a Honami zachodzi z nim w ciążę. Mimo to Honami nie mówi o tym nic Domonowi. Wtedy także poznaje prawdę o Time Żółtym i ludziach z 3000 roku. Na koniec serii jej dziecko zostaje nazwane Domon Junior. Pojawia się także w Gokaiger, gdzie spotyka się z Gokaigersami, zaś jej syn ma na imię Mirai (przyszłość).
- Time Roboter (jap. タイムロボター Taimu Robotā) – mały robot, którego Sion stworzył, by pomagał Takku.
- City Guardians (シティガーディアンズ Shiti Gādianzu) – prywatna i płatna grupa antyterrorystyczna stworzona przez Wataru Asamiego. Miała w założeniu stanowić konkurencję dla Timerangersów lub ewentualnie przejąć ich pod swoje skrzydła. Ich liderem po wielu próbach stał się Naoto Takizawa, który zdobył system Time Ognistego oraz V-Rexa. Według Ryūi, Tatsuya Asami miał zostać ich dowódcą, zaś całe City Guardians miało się kiedyś przekształcić w Departament Ochrony Czasu.

### Mechy
- Time Jety (jap. タイムジェット Taimu Jetto) – pięć statków powietrznych, które potrafią połączyć się w Time Robota za pomocą komendy „Formacja 3D”.
  - Time Jet 1 (jap. タイムジェット1 Taimu Jetto Wan) – maszyna Time Czerwonego. W obydwu formach Time Robota formuje tors i głowę, a także część Chrono Tarczy. Formuje także dziób Time Jeta Gammy.
  - Time Jet 2 (jap. タイムジェット2 Taimu Jetto Tsū) – maszyna Time Niebieskiego. Formuje lewą nogę Time Robota Alfy, lewą rękę Time Robota Bety, a także prawe skrzydło Time Jeta Gammy.
  - Time Jet 3 (jap. タイムジェット3 Taimu Jetto Surī) – maszyna Time Zielonego. Formuje prawą nogę Time Robota Alfy, prawą rękę Time Robota Bety, a także lewe skrzydło Time Jeta Gammy.
  - Time Jet 4 (jap. タイムジェット4 Taimu Jetto Fō) – maszyna Time Żółtego. Formuje lewą rękę Time Robota Alfy, prawą nogę Time Robota Bety, fragment Chrono Tarczy, a także lewą część rufy Time Jeta Gammy.
  - Time Jet 5 (jap. タイムジェット5 Taimu Jetto Faibu) – maszyna Time Różowej. Formuje prawą rękę Time Robota Alfy, lewą nogę Time Robota Bety, fragment Chrono Tarczy, a także prawą część rufy Time Jeta Gammy.
- Time Robot (jap. タイムロボ Taimu Robo) – połączenie wszystkich 5 Time Jetów. Jest pierwszym robotem w Sentai, który posiada 3 formy.
  - Time Robot Alfa (jap. タイムロボα Taimu Robo Arufa) – podstawowa forma Time Robota, w kolorze czerwonym. Jest to forma bardziej przypominająca tradycyjne roboty w Sentai. W tej formie nakładany jest nacisk na siłę fizyczną oraz odporność Time Robota. Tryb Alfa jest znakomity do walki z silnymi i bardzo niebezpiecznymi przestępcami oraz służy o ich ponownego zamrażania. Uzbrojony jest w Chrono Tarczę oraz w Miecz Czasoprzestrzeni (時空剣 Jikūken) – jego broń ostateczną. Na torsie posiada zielony fragment, który służy jako portal czasoprzestrzenny. Może się połączyć z Time Shadowem w Shadow Robota Alfę. Z wyglądu oraz sposobu połączenia przypomina Jet Icarusa z Jetman, bowiem podobnie jak w tym wypadku Time Robot jest tworzony z 5 samolotów.
  - Time Robot Beta (jap. タイムロボβ Taimu Robo Bēta) – druga forma Time Robota, w kolorze niebieskim. W tej formie nakładany jest nacisk na zwinność, szybkość i zdolności ruchowe Time Robota. Tryb Beta uzbrojony jest we Flyer Magnuma – pistolet powstały z przekształconego Time Flyera. Ten mod jest przeznaczony do walki ze słabszymi przeciwnikami oraz maszynami, zwykle jest używany w początkowej fazie walki. Może się połączyć z Time Shadowem w Shadow Robota Betę. Z wyglądu przypomina Super Galaxy Megę z Megaranger, jednak jest chudszy.
  - Time Jet Gamma (jap. タイムジェットγ Taimu Jetto Ganma) – statek powietrzny powstały z połączenia Time Jetów. Jest nawiązaniem do Icarus Hakena z Jetman, który był inną formą Jet Icarusa, lecz z wyglądu przypomina Delta Megę z Megaranger.
- Time Shadow (jap. タイムシャドウ Taimu Shadō) – specjalna maszyna stworzona przez Departament Ochrony Czasu w 2980 roku. Nie posiada pilota, ponieważ jest wyposażony w sztuczną inteligencję. Time Shadow posiada 2 tryby: Tryb Cichy (jako statek powietrzny) i Tryb Bojowy (jako robot). W postaci robota jest uzbrojony w parę ostrz świetlnych, które nosi na rękach. Podczas swojego przybycia, Time Shadow zmienia dzień w noc i walczy w ciemności. Jest wysoce odporny i zwinny. Potrafi się połączyć z Time Robotem (w obydwu formach) w Shadow Robota.
- Time Robot Shadow (jap. タイムロボシャドウ Taimu Robo Shadō) – jest to połączenie Time Robota z Time Shadowem. Powstaje poprzez wydanie komendy „Formacja Delta”.
  - Time Robot Shadow Alfa (jap. タイムロボシャドウα Taimu Robo Shadō Arufa) – pierwsza forma, która powstaje poprzez połączenie Time Shadowa z Time Robotem Alfą. Jest uzbrojony w laserową broń Pro Divider, która w tej formie przybiera postać miecza świetlnego.
  - Time Robot Shadow Beta (jap. タイムロボシャドウβ Taimu Robo Shadō Bēta) – druga forma, która powstaje poprzez połączenie Time Shadowa z Time Robotem Betą. Jest uzbrojony w laserową broń Pro Divider, która w tej formie przybiera postać karabinu laserowego.
- V-Rex (jap. ブイレックス Bui Rekkusu) – maszyna Time Ognistego, przypominająca mechanicznego, czerwono-srebrnego tyranozaura. Najsilniejsza broń Departamentu Ochrony, która „zaginęła” podczas eksperymentu i została wysłana do roku 2000 razem z kontrolerem. Została po kilku próbach przejęta przez Naoto – jej prawowitego właściciela. V-Rex jest kontrolowany przez głos użytkownika i może przekształcić się w V-Rex Robota (jap. ブイレックスロボ Bui Rekkusu Robo) po wydaniu komendy „Formacja Głosowa”. Jest zasilany przez to samo źródło energii, co robot Neo-Crisis. Ich starcie może wywołać uskok czasoprzestrzenny i zlikwidować przyszłość. Gdy Naoto umiera, oddaje swoją broń Tatsui i wtedy Tatsuya staje się panem V-Rexa. Sion przerabia nową broń tak, by nie doprowadzić do zagłady. Dzięki temu Tatsuya i V-Rex pokonują złego robota raz na zawsze. V-Rex pojawia się także w filmie Gaoranger vs. Super Sentai, gdzie pomaga pokonać powiększonego Rakushaasę.
- Providus (jap. プロバイダス Purobaidasu) – żółty robot z 3000 roku. Nie posiada funkcji bojowych, ale jest uzbrojony w ogromną, wysuwaną pięść na prawej ręce. Służy do wysyłania Time Jetów i Time Shadowa poprzez uderzenie w nie pięścią. Podobnie jak Time Shadow jest wyposażony w sztuczną inteligencję. Tylko raz został użyty do walki, jednak było to tylko snem Siona. Pojawił się także w Gokaiger, gdzie służy do wysłania GoJuuJina.

### Uzbrojenie
- Chrono Changer (クロノチェンジャー Kurono Chenjā) – zaawansowana technologicznie bransoletka, moduł przemiany piątki Timerangersów. Służy także do komunikacji, wzywania maszyn i broni. Zwykle znajduje się na lewej ręce, jednak w kilku ostatnich odcinkach Tatsuya nosi ją na prawej (na lewej ma wtedy V-Commandera).
- Chrono Kombinezon (クロノスーツ Kurono Sūtsu, Chrono Suit) – są to kombinezony wojowników. Kombinezon Time Ognistego różni się nieco od pozostałych, ponieważ na prawym udzie posiada kaburę na DV Defendera, inne kombinezony tego nie mają. Mimo to w kilku ostatnich odcinkach Time Czerwony nosi kaburę z tą bronią i ma Chrono Changera na prawej ręce.
- Time Flyer (タイムフライヤー Taimu Furaiyā) – specjalny pojazd latający służący do transportu Timerangersów. Kieruje nim wtedy Time Czerwony. Time Flyer może przekształcić się we Flyer Magnum (フライヤーマグナム Furaiyā Magunamu) – pistolet laserowy będący główną bronią Time Robota Bety.
- Time Odznaka (タイムバッジ Taimu Bajji, Time Badge) – odznaka policyjna Timerangersów. Służy także do ponownego zamykania więźniów. Każdy posiada jedną, z tym że Time Ognisty ma nieco inną pod względem kolorystycznym.
- Miecze Vector (ベクターソード Bekutā Sōdo, Vector Swords) – jest to para dwóch mieczy, które posiada każdy z piątki Timerangersów. Pierwszy miecz to Spark Vector (スパークベクター Supāku Bekutā), drugi Arrow Vector (アローベクター Arō Bekutā), który posiada zakończenie w kształcie symbolu danego wojownika. Obydwa miecze mogą się połączyć w lancę Double Vector (ダブルベクター Daburu Bekutā).
- Voltech Bazooka (ボルテックバズーカ Borutekku Bazūka) – specjalne działo powstałe z połączenia pięciu broni palnych wojowników, które służy do dobicia przeciwnika. Time Czerwony posiada Vol Blastera (ボルブラスター Boru Burasutā), Niebieski Vol Launchera (ボルランチャー Boru Ranchā), Zielony Vol Pulsera (ボルパルサー Boru Parusā), Żółty Vol Vulcana (ボルバルカン Boru Barukan) a Różowy Vol Snipera (ボルスナイパー Boru Sunaipā).
- Assault Mobile (アサルトモビル Asaruto Mobiru) – specjalny karabin stworzony przez Siona. Jest to właściwie pięć części, które wraz ze Spark Vectorem mogą się przekształcić w broń palną. Może jej używać każdy wojownik z piątki, jednak najczęściej robią to Tatsuya i Sion.
- V-Commander (Vコマンダー Bui Komandā) – zaawansowana technologicznie bransoletka, moduł przemiany Time Ognistego. Posiada moduł, za pomocą którego może być kontrolowana przez głos użytkownika. Znajduje się zawsze na lewej ręce. Jej inną funkcją jest kontrola nad V-Rexem. Przed śmiercią Naoto oddał ją Tatsui wraz z DV Defenderem i V-Rexem, wtedy Tatsuya nosi ją na lewej ręce.
- DV Defender (DVディフェンダー Dī Bui Difendā) – jedyna broń Time Ognistego. Jest to pistolet laserowy, który może przekształcić się w miecz. Naoto przed śmiercią oddał go Tatsui wraz z V-Commanderem, wtedy Time Czerwony nosi kaburę na prawej nodze. Został w ostatnim odcinku zmodyfikowany przez Siona, by zmienił niebezpieczne kryształy Lambda 2000 w bezpieczne Zeta 3.

## Gang Londars
Mafia, której członkami są przestępcy z roku 3000. Jej ojcem chrzestnym jest gangster Dolnero, który uciekł do roku 3000 wraz z więzieniem Londars, od którego wzięła się nazwa.
- Don Dolnero (jap. ドン・ドルネロ Don Dorunero) – mafioz wyglądający jak ogromna niebieska żaba. Ojciec chrzestny i dowódca gangu, który chorobliwie kocha pieniądze. Potrafi przybrać ludzką postać. W 3000 roku jako więzień numer 35273 został skazany na 1000 lat zamrożenia za przestępstwa różnego typu, głównie kradzieże i morderstwa, jednak przed wykonaniem wyroku ocala go Gien. Wraz z nim i Lilą, Dolnero wrabia czwórkę kadetów i ucieka do roku 2000. Odmraża innych gangsterów i nakazuje im czynienie zła. Mimo to martwi się o swoich współpracowników, a szczególnie o niestabilnego psychicznie Giena. Kiedy Gien wypuścił nosiciela bardzo groźnego wirusa, Dolnero oddaje Timerangersom trochę swojej krwi, która była odporna na jego działanie. Ucieka z więzienia Londars, jednak zostaje złapany przez Giena i zabity. Konając oddaje Timerangersom wszystkich pozostałych więźniów i umiera. Yūri przebacza mu wtedy śmierć swoich rodziców. Dolnero jest brutalnym gangsterem, jednak ma pewne słabości oraz robi śmieszne rzeczy (np. myje zęby szczotką od sedesu lub wypala ogromne ilości cygar). Jego wygląd też jest dość komiczny, po dobrym przypatrzeniu się widać, że jest to karykatura aktora Ryūzaburō Ōtomo, który użyczył mu głosu. Krew Dolnero jest zielona i odporna na epidemie.
- Gien (jap. ギエン Gien) – najbardziej tragiczna postać serialu, robot-naukowiec, bezuczuciowy sadysta i szaleniec. Jego głównym celem jest ludzkie cierpienie. Jest odpowiedzialny za tworzenie Zenittów. Właściwie jest cyborgiem, chłopcem, z którym Dolnero zaprzyjaźnił się w 2990 roku. Ukrywał Dolnero przed inną mafią, lecz został napadnięty i śmiertelnie ranny przez gang wrogi krytemu mafiozowi. Dolnero postanowił wskrzesić chłopaka jako robota przenosząc jego mózg do maszyny. Dolnero posiada specjalny klucz, dzięki któremu może wyłączyć Giena, jeśli wymknie się spod kontroli i zacznie siać zagładę. Gien jest szaloną osobistością. Posiada klucz do tak zwanej „Bramy Piekieł” – sekcji cel kriogenicznych, które zawierają najniebezpieczniejszych przestępców z roku 3000. Czasem działa na własną rękę, co strasznie denerwuje Dolnero. W pewnym stopniu był manipulowany przez Ryuuyę. Stworzył roboty napędzane kryształami Lambda-2000, które ukradł dwa razy z Laboratoriów Kawasaki. Próbował przejąć kontrolę nad V-Rexem. Kiedy zobaczył G-Zorda w akcji przejął nad nim kontrolę, jednak robot został zniszczony przez Timerangersów. Wtedy Gien używa drugiego kryształu, by się powiększyć. Ostatecznie zostaje zniszczony przez Tatsuyę i V-Rexa.
- Lila (リラ Rira) – dziewczyna o różowych włosach będąca prawą ręką Dolnero. Ma nieznośny charakter. Materialistka, lubi kraść ubrania i pieniądze. Jest mistrzynią przebieranek. Dołączyła do Dolnero tylko z powodu jego bogactwa i władzy. Pod koniec okazuje się, że jest prawdopodobnie w nim zakochana. Po śmierci Dolnero Lila znika i jej dalsze losy pozostają tajemnicą.
- Zenitty (ゼニット Zenitto) – androidy będące piechotą Londars. Powstają ze specjalnych śrubek przerobionych przez Giena. Nie stanowią większego problemu dla Timerangersów. Są uzbrojone w szablo-karabiny i potrafią przebrać się za człowieka.

### Potwory
Są to przestępcy z  roku 3000 odmrożeni przez Londars. Każdy z potworów posiada specjalną łatkę po której zerwaniu powiększa się do gigantycznych rozmiarów. Stanowi to efekt uboczny zmniejszenia ich ciał do rozmiaru figurki po zamrożeniu.
- Jeker (jap. ジェッカー Jekkā; 2) – więzień numer 120, skazany na 120 lat zamrożenia. Podłożył bomby na budynku korporacji Asami i groził, że je odpali, kiedy nie dostanie dużej kaucji. Został pojmany przez Time Robota Alfę.
- Kees (jap. キース Kīsu; 3) – więzień numer 32, skazany na 50 lat zamrożenia. Marsjanin, który okradał ludzi wykorzystując swój talent do obsługi maszyn. Porwał ciężarówkę i przejmując nad nią kontrolę ścigał Ayasego. Został ponownie pojmany przez Time Robota Alfę.
- Nabaru (jap. ナバル Nabaru; 4) – więzień numer 22, skazany na 200 lat zamrożenia. Wynalazca i porywacz, dokonywał porwań dzieci wykorzystując swoje wynalazki. Porwał kilkoro dzieci oraz Siona dla okupu, jednak nie wiedział, że Sion jest Timerangersem. Został pojmany przez Time Robota.
- Mad Blast (jap. マッドブラスト Maddoburasto; 5) – więzień numer 30170, skazany na 15 lat zamrożenia. Mad Blast był odpowiedzialny za śmierć rodziny Yūri, jednak nie było wystarczającej ilości dowodów na jego winę, więc otrzymał niski wyrok. Yūri nosiła w sobie zemstę i postanowiła go zabić, jednak gdy ten przyznał, że kazał mu to zrobić Dorunero, dziewczyna przestała myśleć o zemście. Został ponownie pojmany przez Time Robota Alfę.
- Rouge (jap. ルージェ Rūje; 6) – więzień numer 2475. Złodziejka z charakterem bardzo podobnym do Lily. Ma zdolność do przemiany w każdą kobietę jaką napotka, jednak można ją rozpoznać tylko po tatuażu na szyi. Została pojmana przez Time Robota Alfę.
- Dock (jap. ドク Doku; 7) – więzień numer 45, skazany na 500 lat zamrożenia. Robot-chirurg, który wykorzystywał swoje zdolności medyczne do okradania pacjentów i dawania im bajońskich rachunków. Jeśli pacjent nie zapłacił to robot go zabijał. Został ponownie pojmany przez Time Robota Alfę.
- Nabokow (jap. ナボコフ Nabokofu; 8) – więzień numer 53, uprowadzał ludzi. Potrafi latać. Został pojmany przez Time Robota Alfę.
- Arnold K (jap. アーノルドK Ānorudo Kē; 9) – skorumpowany oficer, niegdyś prawa ręka i najlepszy przyjaciel Dorunero. Był skłócony z Lilą i Gienem o to, kto jest ważniejszy w mafii. By zażegnać konflikt, Dorunero postanawia doprowadzić do pojmania Arnolda dając mu źle działającą broń. Został pojmany przez Time Robota Alfę.
- Najemnik Org (jap. 傭兵・オーグ Yōhei Ōgu; 10) – zawodowy asasyn. Dolnero obiecał mu 25 milionów w zamian za pokonanie Timerangersów. Posiada on moc równą Herkulesowi, może strzelać laserem z oczu. W dłoni trzyma maczugę. Został pojmany przez Time Robo Alfę.
- Sadysta Gōgan (jap. 愉快犯・ゴウガン Yukaihan Gōgan; 11) – więzień numer 8, zatrzymany w 2975 roku za używanie Niszczyciela Snu w celu zmiany ludzi w nocne marki zabijające siebie nawzajem dla przyjemności. Wypuszczony przez Giena, wrócił do swoich zajęć, do czasu gdy Timerangersi zniszczyli jego Niszczyciela Snu. Gōgan zostaje pojmany przez Time Robo Alfę.

## Odcinki
Odcinki noszą nazwę Akt Sprawy (ケースファイル Kēsu Fairu, Case Files). Na końcu każdego odcinka widnieje data jego emisji.
1. Ucieczka w czasie (時の逃亡者 Toki no Tōbōsha) – wyemitowany 13 lutego 2000
2. Nieprzewidziana przyszłość (見えない未来 Mienai Mirai) – wyemitowany 20 lutego 2000
3. Wymarzone przyśpieszenie (夢の加速度 Yume no Kasokudo) – wyemitowany 27 lutego 2000
4. Zakładnik-kosmita (人質は異星人 Hitojichi wa Iseijin) – wyemitowany 5 marca 2000
5. Trzecie połączenie (第３の合体 Daisan no Gattai) – wyemitowany 12 marca 2000
6. Sfałszowane zaproszenie (偽りの招待客 Itsuwari no Shōtaikyaku) – wyemitowany 19 marca 2000
7. Domon w szpitalu (ドモン入院中 Domon Nyūinchū) – wyemitowany 26 marca 2000
8. Artystyczna eksplozja (芸術に爆発を Geijutsu ni Bakuhatsu o) – wyemitowany 2 kwietnia 2000
9. Depresja Dona (ドンの憂鬱 Don no Yūutsu) – wyemitowany 9 kwietnia 2000
10. Ucieczka w przyszłość (明日への脱出 Ashita e no Dasshutsu) – wyemitowany 16 kwietnia 2000
11. Miasto rzezi (死闘の町 Shitō no Machi) – wyemitowany 23 kwietnia 2000
12. Życzenie dla spadającej gwiazdy (星に願いを Hoshi ni Negai o) – wyemitowany 30 kwietnia 2000
13. Kasyno walk (バトルカジノ Batoru Kajino) – wyemitowany 7 maja 2000
14. Łeb w łeb (デッドヒート Deddo Hīto) – wyemitowany 14 maja 2000
15. Poszukiwanie snajpera (狙撃手を探せ Sunaipā o Sagase) – wyemitowany 21 maja 2000
16. Marzenie w pobliżu (そばにある夢 Soba ni Aru Yume) – wyemitowany 28 maja 2000
17. Wściekła święta pięść (ねじれた正拳 Nejireta Seiken) – wyemitowany 4 czerwca 2000
18. Przeczucie cienia (影の予感 Kage no Yokan) – wyemitowany 11 czerwca 2000
19. Rycerz księżycowego światła (月下の騎士 Gekka no Kishi) – wyemitowany 25 czerwca 2000
20. Odnowione więzi (新たなる絆 Aratanaru Kizuna) – wyemitowany 2 lipca 2000
21. Styl Siona (シオンの流儀 Shion no Ryūgi) – wyemitowany 9 lipca 2000
22. Różowa pokusa (桃色の誘惑 Momoiro no Yūwaku) – wyemitowany 16 lipca 2000
23. Godzina wybiła (ビートアップ Bīto Appu) – wyemitowany 23 lipca 2000
24. Żółty, czasami Niebieski (黄色、時々青 Kiiro, Tokidoki Ao) – wyemitowany 30 lipca 2000
25. Naruszone zaufanie (途切れた信頼 Togireta Shinrai) – wyemitowany 6 sierpnia 2000
26. Odliczanie do zaufania (信頼の秒読み Shinrai no Kauntodaun) – wyemitowany 13 sierpnia 2000
27. Grajdołek (小さな故郷 Chiisa na Kokyō) – wyemitowany 20 sierpnia 2000
28. Czas spotkania (再会の時 Saikai no Toki) – wyemitowany 27 sierpnia 2000
29. Nowy płomienny wojownik (炎の新戦士 Honō no Shin Senshi) – wyemitowany 3 września 2000
30. Ognisty ryk (届け炎の叫び Todoke Honō no Sakebi) – wyemitowany 10 września 2000
31. Gra w zagubionego (迷走ゲーム Meisō Gēmu) – wyemitowany 17 września 2000
32. Ocalić przestępcę (犯罪者を救え Hanzaisha o Sukue) – wyemitowany 1 października 2000
33. Młoda dama (リトルレディ Ritoru Redi) – wyemitowany 8 października 2000
34. Asasyn (暗・殺・者 An-satsu-sha) – wyemitowany 15 października 2000
35. Jutra nie będzie (明日が来ない Ashita ga Konai) – wyemitowany 22 października 2000
36. Najszczerzej jak się da (素顔のままで Sugao no Mama de) – wyemitowany 29 października 2000
37. Poszukiwana moc (狙われた力 Nerawareta Chikara) – wyemitowany 5 listopada 2000
38. Dobranoc (ぐっどないと Guddo Naito) – wyemitowany 12 listopada 2000
39. Kłamstwo zmoknięte na deszczu (雨に濡れた嘘 Ame ni Nureta Uso) – wyemitowany 19 listopada 2000
40. Ayase odchodzi? (アヤセ脱退！？ Ayase Dattai!?) – wyemitowany 26 listopada 2000
41. Ujawnić proroka (予言者を暴け Yogensha o Abake) – wyemitowany 3 grudnia 2000
42. Szatan zniszczenia (破壊の堕天使 Hakai no Datenshi) – wyemitowany 10 grudnia 2000
43. Rozkaz odbudowy historii (歴史修正指令 Rekishi Shūsei Shirei) – wyemitowany 17 grudnia 2000
44. Bunt przeciw czasowi (時への反逆 Toki e no Hangyaku) – wyemitowany 24 grudnia 2000
45. Koniec Tomorrow Research (終末！ＴＲ Shūmatsu! Tumorō Risāchi) – wyemitowany 31 grudnia 2000
46. Nie ma już przyszłości (未来への断絶 Mirai e no Danzetsu) – wyemitowany 7 stycznia 2001
47. Koniec Dona (ドンの最期 Don no Saigo) – wyemitowany 14 stycznia 2001
48. Powrót do przyszłości (未来への帰還 Mirai e no Kikan) – wyemitowany 21 stycznia 2001
49. Ponad tysiąclecie (千年を越えて Sennen o Koete) – wyemitowany 28 stycznia 2001
50. Do wiecznego jutra (無限の明日へ Mugen no Ashita e) – wyemitowany 4 lutego 2001
51. Wielkie zebranie Super Sentai (スーパー戦隊大集合 Sūpā Sentai Daishūgō) – odcinek specjalny, wyemitowany 11 lutego 2001. Pojawiła się w nim nowa drużyna – Gaoranger.

## Obsada
- Masaru Nagai –
  - Tatsuya Asami / Time Czerwony,
  - Ryūya Asami
- Mika Katsumura – Yūri / Time Różowa
- Yūji Kido – Ayase / Time Niebieski
- Shūhei Izumi – Domon / Time Żółty
- Masahiro Kuranuki – Sion / Time Zielony
- Shinji Kasahara – Naoto Takizawa / Time Ognisty
- Yūsuke Numata – Takku (głos)
- Fujita Okamoto – Wataru Asami
- Kihee Senbonmatsu – Dolnero (ludzka postać)
- Ryūzaburō Ōtomo – Dolnero (głos)
- Nobuhiro Tenma – Gien (ludzka postać)
- Kōji Tobe – Gien (głos)
- Asami Kuru – Lila
- Tamao Yashimura – Honami Moriyama

### Aktorzy kostiumowi
- Seiji Takaiwa:
  - Time Czerwony,
  - V-Rex
- Hirofumi Fukuzawa:
  - Time Czerwony,
  - Time Ognisty
- Motokuni Nakagawa – Time Różowa
- Yasuhiro Takeuchi:
  - Time Niebieski,
  - Time Zielony,
  - Dolnero,
  - V-Rex Robot
- Hideaki Kusaka:
  - Time Żółty,
  - Time Robo / Time Robot Alpha / Time Robot Beta,
  - Time Robot Shadow Alpha / Time Robot Shadow Beta
- Yūichi Hachisuka – Time Zielony
- Naoko Kamio – Time Zielony
- Yasuhiko Imai:
  - Time Ognisty,
  - Gien (prawdziwa postać)
- Osamu Ōnishi – Dolnero (prawdziwa postać)
- Masaru Ōbayashi:
  - Mecha Crisis,
  - Neo Crisis

Źródło:

## Muzyka
Opening
- "JIKŪ ~Mirai Sentai Timeranger~" (jap. JIKŪ ～未来戦隊タイムレンジャー～ Jikū ~Mirai Sentai Taimurenjā~)

Słowa: Yoshie Isogai
Kompozycja i aranżacja: Kōichirō Kameyama
Wykonanie: Kumi Sasaki
Ending
- "Toki no Kanata e" (jap. 時の彼方へ)

Słowa: Shōichi Yoshii
Kompozycja i aranżacja: Kōichirō Kameyama
Wykonanie: NAT'S
- "Miracle Xmas" (jap. ミラクル☆Xmas Mirakuru Ekksumasu) (44)

Słowa: Kiyomi Katō
Kompozycja i aranżacja: Kōichirō Kameyama
Wykonanie: T.R.Futures (Masaru Nagai (Tatsuya), Mika Katsumura (Yūri), Yūji Kido(Ayase), Koizumi Tomohide (Domon), Masahiro Kuranuki (Shion))
- "ETERNAL WIND" (45)

Słowa: Takako Shingetsu
Kompozycja i aranżacja: Kōtarō Nakagawa
Wykonanie: Naritaka Takayama
- "Mirai No Yukue" (jap. 未来のゆくえ) (51)

Słowa: Yoshie Isogai
Kompozycja, aranżacja i wykonanie: Motoyoshi Iwasaki